# Slovenië op het Eurovisiesongfestival 2005
Slovenië nam deel aan het Eurovisiesongfestival 2005 in Kiev, Oekraïne. Het was de 11de deelname van het land op het Eurovisiesongfestival. RTVSLO was verantwoordelijk voor de Sloveense bijdrage van de editie van 2005.

## Selectieprocedure
Om de kandidaat te selecteren die Slovenië zou vertegenwoordigen, werd er gekozen om een nationale finale te organiseren.
De finale werd gehouden op 6 februari 2005. Daarin traden 14 artiesten aan, waar de winnaar werd aangeduid na 2 ronden. Na de eerste ronde bleven er nog 3 artiesten over, die meededen in de superfinale.

| Volgorde | Lied                           | Artiest                 | Televoting Ronde 1 | Plaats Ronde 1 | Televoting Ronde 2 | Plaats Ronde 2 |
| -------- | ------------------------------ | ----------------------- | ------------------ | -------------- | ------------------ | -------------- |
| 1        | "Večni otrok"                  | Johnny Bravo            | 3049               | 7              |                    |                |
| 2        | "Skozi mesto"                  | Express                 | 2370               | 11             |                    |                |
| 3        | "Daleč od oči"                 | Victory                 | 724                | 14             |                    |                |
| 4        | "Metulj"                       | Saša Lendero            | 24030              | 2              | 27825              | 2              |
| 5        | "Stop"                         | Omar Naber              | 23873              | 3              | 29945              | 1              |
| 6        | "Anima"                        | Jadranka Juras          | 2829               | 8              |                    |                |
| 7        | "Kje si"                       | Anika Horvat            | 1927               | 12             |                    |                |
| 8        | "Nedotaknjena"                 | Sergeja                 | 1148               | 13             |                    |                |
| 9        | "Proti vetru"                  | Regina                  | 2514               | 9              |                    |                |
| 10       | "Tako lepo si mi zlomila srce" | Nude                    | 4401               | 6              |                    |                |
| 11       | "Ljubljana"                    | Billy's Private Parking | 2394               | 10             |                    |                |
| 12       | "Exxtra"                       | Alya                    | 11364              | 5              |                    |                |
| 13       | "Pojdi z menoj"                | Rebeka Dremelj          | 25739              | 1              | 23514              | 3              |
| 14       | "Noe, Noe"                     | Nuša Derenda            | 19090              | 4              |                    |                |

## In Kiev
In Oekraïne trad Slovenië aan als 23ste in de halve finale, net na Ierland en voor Denemarken.
Op het einde van de avond bleek dat ze niet in de enveloppen zaten en bleek dat ze 69 punten verzameld hadden, goed voor een 12de plaats. 
België en Nederland hadden geen punten over voor deze inzending.

### Gekregen punten

#### Halve Finale
| 12 punten | 10 punten | 8 punten                          | 7 punten                                           | 6 punten           |
| --------- | --------- | --------------------------------- | -------------------------------------------------- | ------------------ |
|           | - Kroatië | - Albanië - Bosnië en Herzegovina | - Finland - Noord-Macedonië - Servië en Montenegro | - Rusland          |
| 5 punten  | 4 punten  | 3 punten                          | 2 punten                                           | 1 punt             |
|           | - Monaco  | - Oostenrijk - Oekraïne           | - Hongarije - Wit-Rusland                          | - IJsland - Israël |

### Punten gegeven door Slovenië

#### Halve Finale
Punten gegeven in de halve finale:
| 12 punten | Kroatië         |
| 10 punten | Oostenrijk      |
| 8 punten  | Noord-Macedonië |
| 7 punten  | Moldavië        |
| 6 punten  | Letland         |
| 5 punten  | Zwitserland     |
| 4 punten  | Hongarije       |
| 3 punten  | Noorwegen       |
| 2 punten  | Estland         |
| 1 punt    | Roemenië        |

#### Finale
Punten gegeven in de finale:
| 12 punten | Kroatië               |
| 10 punten | Servië en Montenegro  |
| 8 punten  | Bosnië en Herzegovina |
| 7 punten  | Letland               |
| 6 punten  | Zwitserland           |
| 5 punten  | Noord-Macedonië       |
| 4 punten  | Noorwegen             |
| 3 punten  | Moldavië              |
| 2 punten  | Griekenland           |
| 1 punt    | Malta                 |